# Ми думаємо лише про тебе
«Ми думаємо лише про тебе» (англ. We Think the World of You) — британський комедійний фільм режисера Коліна Ґреґґа. Екранізація однойменного роману англійського прозаїка Джо Рендольфа Екерлі (1960).

## Синопсис
Безтурботний юнак Джонні (Ґері Олдмен) потрапляє до в'язниці. Він залишає свого улюбленого пса Еві на піклування найкращому другові Френку. Вийшовши з в'язниці, Джонні стикається з великими труднощами. Плюс до всього йому, схоже, доведеться залишити Еві у Френка.

## У ролях
| Актор           | Роль         |
| --------------- | ------------ |
| Ґері Олдмен     | Джонні       |
| Алан Бейтс      | Франк Медовс |
| Макс Волл       | Том          |
| Ліз Сміт        | Міллі        |
| Франсес Барбер  | Меґан        |
| Едвард Джюзбері | Суддя        |
| Девід Свіфт     | Білл         |
| Барбара Гікс    | леді         |
| Нікола Райт     | епізод       |
| Шейла Баллантін | Маргарет     |